# Triphyllus constans
Triphyllus constans is een keversoort uit de familie boomzwamkevers (Mycetophagidae). De wetenschappelijke naam van de soort werd in 1914 gepubliceerd door Thomas Broun.